# عصر أكد
عصر أكد هو فترة زمنية في تاريخ الشرق الأدنى القديم. وفقًا للتسلسل الزمني المتوسط ، استمرت من 2340 إلى 2200 قبل الميلاد سميت على اسم إمبراطورية أكد المسيطرة في هذا الفترة.

## التاريخ
بدأت عصر أكد عندما خلع آخر ملوك كيش الضعفاء من قبل ساقيه. ومنذ ذلك الحين أطلق على نفسه اسم شارّو كِن، الذي يعني «الملك الحقيقي»، وأسس عاصمة جديدة على دجلة الأوسط. هذه المدينة المسماة أكد، تقع عند مصب ديالى بالقرب من بغداد أو سامراء، لم يُعثر عليها بعد. خلال هذا الوقت، أنشأ لوغال زاغيسي من أوروك تكتلاً من المدن السومرية عبر العديد من الحملات الناجحة، والتي دخلت بعد ذلك في صراع مع سرجون، الذي خرج منتصرا، وبذلك أنشأ إمبراطورية موحدة. من الناحية الثقافية، ظل التباين بين الجنوب السومري والشمال السامي. حتى سقوط إمبراطوريته، كان لدى سرجون 6 خلفاء: ريموش، ومانيستوشو، ونارام سن، وشار كالي-شاري، ودودو وشودورول.
اتبعت دولة أكد سياسة توسع واضحة، جرى توجيهها على التوالي نحو جنوب بلاد ما بين النهرين ثم شمال بلاد ما بين النهرين ثم عيلام. وحينا يفترض أن سرجون تقدم حتى قيليقيا. إلا أن شمال بلاد ما بين النهرين وسوريا غزوها بالكامل خلفائه فقط، وبذلك ظهر لأول مرة هيكل سياسي كبير وموحد في التاريخ البشري. دعا حكام هذه الإمبراطورية أنفسهم شاركيشاتيم šar kiššatim (ملك الكل). ومع ذلك، كانت الإمبراطورية غير مستقرة سياسياً، مما أدى إلى العديد من الانتفاضات، وخاصة في ظل نار نام سن. الذي جعل نفسه إلهًا بعد أن خاض عدة معارك ناجحة.
حوالي 2100 ق م تدهورت أوضاع الدولة الأكدية، وحلت محلها بعد فترة مؤقتة قصيرة دولة سلالة أور الثالثة.

## فن
بشكل عام، لا يُعرف سوى القليل جدًا عن فن عصر أكد. تختلف التمثيلات من عصر أكد المتأخر عن التمثيلات السابقة من خلال صور تبدو طبيعية أكثر تشريحًا. وتتغير الموضوعات كذلك، والتي ربما تكون مرتبطة بتكتيكات متغيرة وأسلحة جديدة في تمثيلات الحرب. لأول مرة، تأخذ التصويرات الدائرية مسحة ضخمة. تأتي الاكتشافات المماثلة بشكل رئيسي من سوسا، حيث تم نقلها لاحقًا. كذلك عثر على تمثال في آشور.إلا أن أشهر اكتشاف من هذا الوقت هو شاهدة نارام سين من سوسا مع تصوير الحاكم المؤله.

## علم الآثار
الأنواع المميزة لـ عصر أكد تشمل الأختام الأسطوانية، والتي تظهر مشاهد معارك قوية ومشاهد أسطورية أو تمثل عالم الآلهة.

## المؤلفات
- M. van de Mieroop: تاريخ الشرق الأدنى القديم. الثانية إد. 2007، ص 63-84.
- دبليو أورتمان: الشرق القديم. برلين، 1985، ص 35-40.